# رون ویزلی
رونالد بیلیوس ویزلی (به انگلیسی: Ronald Bilius Weasley) نام یکی از شخصیت‌های اصلی در مجموعه داستان‌های هری پاتر نوشته جی کی رولینگ است. اولین حضور او در کتاب  هری پاتر و سنگ جادو به عنوان بهترین دوست هری پاتر و هرماینی گرنجر بود.

## پیش‌زمینه شخصیت‌
رون ویزلی، ارشد مو قرمز گریفیندوری، بهترین دوست هری در مجموعه داستان‌های هری پاتر به‌شمار می‌آید. شاید توانایی‌های جادویی او تعریف چندانی نداشته‌باشد، اما همیشه می‌توان به عنوان دوستی باوفا روی او حساب کرد. او ششمین فرزند خانواده پرجمعیتشان به‌شمار می‌آید و به همین دلیل، اغلب از کمبود اعتماد به نفس رنج می‌برد. در مقایسه با هری که اغلب به دلایل مختلف در مرکز توجه است، به رون معمولاً توجه چندانی نمی‌شود و به همین دلیل گاهی اوقات مشاجراتی بین دو دوست رخ می‌دهد ولی همیشه، این رون است که برای معذرت‌خواهی پیش هری بازمی‌گردد. قد رون از حد معمول بلندتر و صورت او پر از کک‌مک است. او شخصیتی طنزآلود دارد و اغلب طی مواقعی که هری و هرمیون به نظریه‌پردازی‌های دور از ذهن روی می‌آورند، رون سعی می‌کند با شوخی کردن دوستانش را به عالم واقعیت بازگرداند.
او در مدرسه دانش‌آموزی متوسط به‌شمار می‌رود ولی در انجام تکالیفش تا حدی تنبل است و بدون کمک هرمیون نمی‌تواند از پس آن‌ها برآید. او هوشی کمی کمتر از هری دارد، ولی با این وجود، حتی هرمیون نیز نمی‌تواند او را در بازی شطرنج جادویی (نوعی بازی با قوانین شطرنج معمولی ولی با مهره‌هایی کاملاً زنده) شکست دهد. رون در کوییدیچ بازیکن نسبتاً خوبی در پست دروازه‌بان به‌شمار می‌آید، ولی اعتمادبه‌نفسش را با مشاهده تماشاچیان به سرعت از دست می‌دهد. در کتاب سوم مشخص می‌شود که موش رون، خال‌خالی، که مانند دیگر املاکش از برادرانش به او به ارث رسیده، در واقع جانورنمایی به نام پیتر پتی‌گرو است اما در انتهای همین کتاب، سیریوس بلک به رون جغدی به نام خرچال هدیه می‌دهد. چوبدستی قدیمی او در کتاب اول و دوم (که از برادرش چارلی به او به ارث رسیده) از چوب زبان گنجشک ساخته شده‌است و تار موی تک‌شاخی از یکی از دو انتهای آن بیرون زده‌است، ولی این چوبدستی در کتاب تالار اسرار می‌شکند و بنابراین والدین رون برای او در ابتدای کتاب زندانی آزکابان چوبدستی جدیدی می‌خرند. این چوبدستی ۳۶ سانتیمتر طول دارد و از چوب درخت بید و موی تک‌شاخ ساخته‌شده‌است ولی از هنگامی که رون آن را در کتاب یادگاران مرگ از دست می‌دهد، از چوبدستی پیتر پتی‌گرو استفاده می‌کند. از دیگر دارایی‌های رون می‌توان به پاک‌جاروی او اشاره‌کرد، جارویی که مادرش آن را به مناسبت ارشد شدنش برایش خرید.

## حضور در کتاب‌ها

### هری پاتر و سنگ جادو
در هری پاتر و سنگ جادو هنگامی که هری در ایستگاه کینگزکراس به دنبال سکوی نه و سه چهارم می‌گردد برای نخستین بار خانواده ویزلی را ملاقات می‌کند و خانم ویزلی برای او روش رسیدن به قطار سریع‌السیر هاگوارتز را تشریح می‌کند. هری و رون از همان درون قطار به دوستانی صمیمی تبدیل می‌شوند و رون در طول سال مسایل زیادی از دنیای جادویی را برای هری بازگو می‌کند. او نیز در انتهای سال برای نجات سنگ جادو از دست کوییرل به کمک هری می‌شتابد و موفق می‌شود با قربانی کردن خودش معمای پروفسور مک‌گونگال (مهره‌های غول‌آسای شطرنج) را حل کند. پس از آن رون در جشن پایان سال برای «بهترین بازی شطرنج انجام شده در هاگوارتز» پنجاه امتیاز نصیب گریفیندور می‌کند.

### هری پاتر و تالار اسرار
در هری پاتر و تالار اسرار رون و هری پس از قفل شدن سکوی نه و سه چهارم به روی آن‌ها به وسیله اتومبیل فورد آنجلینای پرنده پدر رون به سمت هاگوارتز پرواز می‌کنند ولی از بدشانسی با درخت بید کتک‌زن تصادف می‌کنند و این امر باعث شکسته‌شدن چوبدستی رون و فرستاده‌شدن یک نامه عربده‌کش توسط مادر رون به وی می‌شود. در انتهای داستان رون برای نجات جان خواهر خود به همراه هری و لاکهارت به تالار اسرار می‌رود ولی هنگامی که لاکهارت می‌خواهد با چوبدستی رون حافظه آن دو را اصلاح کند شکسته‌بودن این چوبدستی باعث می‌شود که طلسم لاکهارت به سمت خودش بازگردد و هری و رون نجات یابند، اما سقف ریزش می‌کند و رون نمی‌تواند به هری برای نجات جینی از دست ولدمورت (تام ریدل) کمک کند.

### هری پاتر و زندانی آزکابان

روپرت گرینت در نقش رونالد ویزلی در فیلم هری پاتر و زندانی آزکابان

در هری پاتر و زندانی آزکابان خال‌خالی، موش رون، دردسر بسیاری می‌آفریند. در طول مدتی از داستان که به نظر می‌رسد کج‌پا، گربه هرمیون، موش رون را خورده‌است رون میانه‌اش را با هرمیون برای مدتی به هم می‌زند ولی سرانجام به توصیه هاگرید دوباره با هرمیون دوست می‌شود. در انتها معلوم می‌شود که موش رون در واقع موش نیست، بلکه یک جانورنما به نام پیتر پتی‌گرو است که برای رهایی خود از چنگال عدالت، صحنه مرگ خود را بازسازی و خود را به شکل موش درآورده‌است. در انتها با تبدیل شدن پروفسور لوپین به گرگینه، پتی‌گرو فرار می‌کند و رون، که پایش شکسته‌است، نمی‌تواند هری و هرمیون را در راه نجات سیریوس بلک یاری کند.

### هری پاتر و جام آتش
در هری پاتر و جام آتش رون و خانواده‌اش هری و هرمیون را به جام جهانی کوییدیچ دعوت می‌کنند و در آنجا رون، علاقه خود را به ویکتور کرام، بازیکن کوییدیچ بلغاری ابراز می‌کند. پس از بیرون آمدن نام هری از جام آتش، رون که به او حسودیش شده برای مدتی با او قهر می‌کند ولی با مشاهده مرحله اول و اینکه هری چه کار سختی برای پیروزی در این مسابقه در پیش روی دارد دوباره با وی آشتی می‌کند. مدتی بعد در جشن کریسمس با هرمیون سر این‌که ویکتور کرام او را به رقص دعوت کرده‌است با او مشاجره شدیدی می‌کند و کرام را «دشمن» می‌خواند، هرچند در انتهای کتاب سرانجام از کرام درخواست امضا می‌نماید.

### هری پاتر و محفل ققنوس
در هری پاتر و محفل ققنوس رون با کمال تعجب ارشد می‌شود و به همین خاطر والدینش برای او یک جاروی پرنده خریداری می‌کنند. وی با تلاش خود موفق می‌شود دروازه‌بان تیم کوییدیچ گریفیندور شود، و با اینکه به دلیل کمبود اعتماد به نفس دو بازی را خراب می‌کند ولی با درخشش خود در بازی آخر، جام قهرمانی کوییدیچ را نصیب گریفیندور می‌کند. او با عضویت در ارتش دامبلدور پیشرفت زیادی در زمینه دفاع در برابر جادوی سیاه از خود نشان می‌دهد، و در انتها نیز سایر اعضای ارتش دامبلدور را نبرد درون وزارتخانه مقابل مرگ‌خوارها همراهی می‌کند.

### هری پاتر و شاهزاده دورگه
در هری پاتر و شاهزاده دورگه رون به روابط عشقی عجیبی گرفتار می‌شود. او مدتی با لاوندر براون رابطه عشقی بسیار عجیبی برقرار می‌کند و به همین دلیل مورد نفرت هرمیون واقع می‌شود ولی سرانجام عشق او به هرمیون که در طول شش سال اوج گرفته نمودار می‌شود و این‌دو به هم علاقه‌مند می‌گردند. رون در اواسط کتاب به شدت مسموم می‌گردد، ولی خوشبختانه با سرعت عمل هری در رساندن پادزهر بیزوار به او، نجات می‌یابد. او در دوئل پایانی با مرگ‌خواران در هاگوارتز با خوردن فلیکس فلیسیس (معجون خوش‌شانسی) شرکت می‌جوید و خوشبختانه آسیبی نمی‌بیند. پس از مرگ دامبلدور او نیز مانند هرمیون اعلام می‌دارد که هاگوارتز را ترک می‌کند و هری را در یافتن جان‌پیچ‌های ولدمورت همراهی خواهد کرد.
فیلیکس فیلیسیس
فیلیکس فیلیسیس معجون خوش شانسی است که برای اولین بار در کتاب هری پاتر و شاهزاده دو رگه از آن نام برده می‌شود. این معجون ساختار پیچیده‌ای دارد:به گونه‌ای که هر گونه اشتباه در ساخت آن، آسیب مرگباری به مصرف‌کننده می‌زند. استفاده زیاد از آن موجب جنون و سبک سری خواهد شد. این معجون باید در مقدار کم مصرف شود و برای حدوداً دو ساعت برای شخص خوش شانسی به همراه می‌آورد و سپس اثر آن از بین می‌رود. این معجون در کتاب هری پاتر و شاهزاده دو رگه برای هری شانس استخراج اطلاعات از پروفسور اسلاگهورن در مورد لرد ولدمورت را به همراه می‌آورد.
از دیگر معجون‌هایی که در کتاب ششم از آن نام برده می‌شود معجون عشق است که این معجون بویی ویژه و متفاوت با سایر معجون‌ها دارد: به گونه‌ای که هر شخص بوی ویژه‌ای را از آن استشمام می‌کند که مورد علاقهٔ اوست: به عنوان مثال، هرمیون گرنجر از این معجون، بوی کاغذ پوستی نو، سبزهٔ تازه و خمیر دندان نعنایی که خمیر دندان مورد استفادهٔ رون ویزلی است را، احساس می‌کند و این در حالی است که هری پاتر از این معجون بوی جاروی پرنده و بوی عطر جینی ویزلی را احساس می‌کند.

### هری پاتر و یادگاران مرگ
در هری پاتر و یادگاران مرگ رون برای همراهی با هری غول بی‌بخار زیرشیروانی را به شکل خود درمی‌آورد و هری را در سفر خود برای یافتن جان‌پیچ‌ها به همراه هرمیون همراهی می‌کند. هرچند او در اواسط سفر شکیبایی خود را از دست می‌دهد و پس از دعوایی با هری از آن دو جدا می‌شود، ولی پس از بازگشت، جان هری را از دریاچه‌ای نجات می‌دهد، قاب‌آویز اسلایترین (یکی از جان‌پیچ‌ها) را با شمشیر گریفیندور نابود می‌کند، با تقلید زبان مارها موفق می‌شود به همراه هرمیون به درون تالار اسرار راه یابد و با نیش باسیلیسک فنجان هافلپاف (یکی دیگر از جان‌پیچ‌ها) را نابود کند، و سرانجام شجاعانه در نبرد مقابل مرگ‌خواران در هاگوارتز، سایرین را همراهی می‌نماید.

#### ۱۹ سال بعد
رون مدتی پس از نبرد با هرمیون ازدواج کرده و اکنون صاحب دو فرزند است: دختری به نام رز، که برای نخستین سال خود به هاگوارتز می‌رود، و پسری به نام هوگو. رون به همراه هری اکنون در بخش کارآگاهان وزارت سحر و جادو مشغول کارند، و این بخش را کاملاً متحول کرده‌اند. البته رون پیش از کارآگاه شدن، مدتی در فروشگاه شوخی‌های ویزلی کار می‌کرده‌است، کاری که بسیار پرمنفعت بوده‌است.

## خانواده
رون ویزلی در تاریخ ۱ مارس ۱۹۸۰ از آرتور و مالی ویزلی متولد گردیده‌است. وی ششمین فرزند از هفت فرزند این خانواده می‌باشد، و نام وسطش، «بیلیوس»، نام عموی مرحومش است. او پنج برادر بزرگ‌تر به نام‌های بیل، چارلی، پرسی، فرد و جرج و همچنین یک خواهر کوچک‌تر به نام جینی دارد.
رون نسبت دوری با سیریوس بلک دارد و بخشی از خاندان بلک محسوب می‌شود، ولی با این وجود او و سایر خانواده‌اش به عنوان «سنت شکن» محسوب و از این خاندان سلب نسبت شده‌اند. از دیگر خویشاوندان دور رون می‌توان به نیمفادورا تانکس، دراکو مالفوی، نارسیسا مالفوی، بلاتریکس لسترنج و فینیاس نایجلوس بلک اشاره‌کرد. به‌علاوه، در فرشینهٔ شجره‌نامه خاندان بلک که در فیلم «محفل ققنوس» نشان داده‌می‌شود، مشاهده می‌شود که «چارلوس پاتر» با «دوریا بلک» (نوه فینیاس نایجلوس بلک) ازدواج کرده و بنابراین رون نسبت دوری هم با هری پاتر پیدا می‌کند. رون بعدها با هرمیون گرنجر ازدواج کرده و صاحب دو فرزند می‌شود: پسری به نام هوگو و دختری به نام رز.
|  |  |               |               |               |               |               |               |               |               |               |               |              |              |              |              |             |             |              |              |              |              |              |              |           |           |             |             |             |             | خاندان بلک  |             |  |  |              |              |              |              |              |              |  |  |              |              |              |              |              |              |  |  |                 |                 |                 |                 |                 |                 |  |  |             |             |             |             |             |             |  |  |           |           |           |           |           |           |  |  |  |  |  |  |  |  |  |  |  |  |  |  |
|  |  |               |               |               |               |               |               |               |               |               |               |              |              |              |              |             |             |              |              |              |              |              |              |           |           |             |             |             |             |             |             |  |  |              |              |              |              |              |              |  |  |              |              |              |              |              |              |  |  |                 |                 |                 |                 |                 |                 |  |  |             |             |             |             |             |             |  |  |           |           |           |           |           |           |  |  |  |  |  |  |  |  |  |  |  |  |  |  |
|  |  |               |               |               |               |               |               |               |               |               |               |              |              |              |              |             |             |              |              |              |              |              |              |           |           |             |             |             |             |             |             |  |  |              |              |              |              |              |              |  |  |              |              |              |              |              |              |  |  |                 |                 |                 |                 |                 |                 |  |  |             |             |             |             |             |             |  |  |           |           |           |           |           |           |  |  |  |  |  |  |  |  |  |  |  |  |  |  |
|  |  |               |               |               |               |               |               |               |               |               |               |              |              |              |              |             |             |              |              |              |              |              |              |           |           |             |             |             |             |             |             |  |  |              |              |              |              |              |              |  |  |              |              |              |              |              |              |  |  |                 |                 |                 |                 |                 |                 |  |  |             |             |             |             |             |             |  |  |           |           |           |           |           |           |  |  |  |  |  |  |  |  |  |  |  |  |  |  |
|  |  |               |               |               |               |               |               |               |               |               |               |              |              |              |              |             |             | سپتیمس ویزلی | سپتیمس ویزلی | سپتیمس ویزلی | سپتیمس ویزلی | سپتیمس ویزلی | سپتیمس ویزلی |           |           | سدرلا بلک   | سدرلا بلک   | سدرلا بلک   | سدرلا بلک   | سدرلا بلک   | سدرلا بلک   |  |  | پریوت مونث   | پریوت مونث   | پریوت مونث   | پریوت مونث   | پریوت مونث   | پریوت مونث   |  |  | پریوت مذکر   | پریوت مذکر   | پریوت مذکر   | پریوت مذکر   | پریوت مذکر   | پریوت مذکر   |  |  | ایگنیتیوس پریوت | ایگنیتیوس پریوت | ایگنیتیوس پریوت | ایگنیتیوس پریوت | ایگنیتیوس پریوت | ایگنیتیوس پریوت |  |  | لوگریشا بلک | لوگریشا بلک | لوگریشا بلک | لوگریشا بلک | لوگریشا بلک | لوگریشا بلک |  |  |           |           |           |           |           |           |  |  |  |  |  |  |  |  |  |  |  |  |  |  |
|  |  |               |               |               |               |               |               |               |               |               |               |              |              |              |              |             |             | سپتیمس ویزلی | سپتیمس ویزلی | سپتیمس ویزلی | سپتیمس ویزلی | سپتیمس ویزلی | سپتیمس ویزلی |           |           | سدرلا بلک   | سدرلا بلک   | سدرلا بلک   | سدرلا بلک   | سدرلا بلک   | سدرلا بلک   |  |  | پریوت مونث   | پریوت مونث   | پریوت مونث   | پریوت مونث   | پریوت مونث   | پریوت مونث   |  |  | پریوت مذکر   | پریوت مذکر   | پریوت مذکر   | پریوت مذکر   | پریوت مذکر   | پریوت مذکر   |  |  | ایگنیتیوس پریوت | ایگنیتیوس پریوت | ایگنیتیوس پریوت | ایگنیتیوس پریوت | ایگنیتیوس پریوت | ایگنیتیوس پریوت |  |  | لوگریشا بلک | لوگریشا بلک | لوگریشا بلک | لوگریشا بلک | لوگریشا بلک | لوگریشا بلک |  |  |           |           |           |           |           |           |  |  |  |  |  |  |  |  |  |  |  |  |  |  |
|  |  |               |               |               |               |               |               |               |               |               |               |              |              |              |              |             |             |              |              |              |              |              |              |           |           |             |             |             |             |             |             |  |  |              |              |              |              |              |              |  |  |              |              |              |              |              |              |  |  |                 |                 |                 |                 |                 |                 |  |  |             |             |             |             |             |             |  |  |           |           |           |           |           |           |  |  |  |  |  |  |  |  |  |  |  |  |  |  |
|  |  |               |               |               |               |               |               |               |               |               |               |              |              |              |              |             |             |              |              |              |              |              |              |           |           |             |             |             |             |             |             |  |  |              |              |              |              |              |              |  |  |              |              |              |              |              |              |  |  |                 |                 |                 |                 |                 |                 |  |  |             |             |             |             |             |             |  |  |           |           |           |           |           |           |  |  |  |  |  |  |  |  |  |  |  |  |  |  |
|  |  | آپولین دلاکور | آپولین دلاکور | آپولین دلاکور | آپولین دلاکور | آپولین دلاکور | آپولین دلاکور |               |               | آقای دلاکور   | آقای دلاکور   | آقای دلاکور  | آقای دلاکور  | آقای دلاکور  | آقای دلاکور  |             |             | بیلیس ویزلی  | بیلیس ویزلی  | بیلیس ویزلی  | بیلیس ویزلی  | بیلیس ویزلی  | بیلیس ویزلی  |           |           | آرتور ویزلی | آرتور ویزلی | آرتور ویزلی | آرتور ویزلی | آرتور ویزلی | آرتور ویزلی |  |  | مالی پریوت   | مالی پریوت   | مالی پریوت   | مالی پریوت   | مالی پریوت   | مالی پریوت   |  |  | گدیون پریوت  | گدیون پریوت  | گدیون پریوت  | گدیون پریوت  | گدیون پریوت  | گدیون پریوت  |  |  | فابین پریوت     | فابین پریوت     | فابین پریوت     | فابین پریوت     | فابین پریوت     | فابین پریوت     |  |  | لی‌لی اونز   | لی‌لی اونز   | لی‌لی اونز   | لی‌لی اونز   | لی‌لی اونز   | لی‌لی اونز   |  |  | جیمز پاتر | جیمز پاتر | جیمز پاتر | جیمز پاتر | جیمز پاتر | جیمز پاتر |  |  |  |  |  |  |  |  |  |  |  |  |  |  |
|  |  | آپولین دلاکور | آپولین دلاکور | آپولین دلاکور | آپولین دلاکور | آپولین دلاکور | آپولین دلاکور |               |               | آقای دلاکور   | آقای دلاکور   | آقای دلاکور  | آقای دلاکور  | آقای دلاکور  | آقای دلاکور  |             |             | بیلیس ویزلی  | بیلیس ویزلی  | بیلیس ویزلی  | بیلیس ویزلی  | بیلیس ویزلی  | بیلیس ویزلی  |           |           | آرتور ویزلی | آرتور ویزلی | آرتور ویزلی | آرتور ویزلی | آرتور ویزلی | آرتور ویزلی |  |  | مالی پریوت   | مالی پریوت   | مالی پریوت   | مالی پریوت   | مالی پریوت   | مالی پریوت   |  |  | گدیون پریوت  | گدیون پریوت  | گدیون پریوت  | گدیون پریوت  | گدیون پریوت  | گدیون پریوت  |  |  | فابین پریوت     | فابین پریوت     | فابین پریوت     | فابین پریوت     | فابین پریوت     | فابین پریوت     |  |  | لی‌لی اونز   | لی‌لی اونز   | لی‌لی اونز   | لی‌لی اونز   | لی‌لی اونز   | لی‌لی اونز   |  |  | جیمز پاتر | جیمز پاتر | جیمز پاتر | جیمز پاتر | جیمز پاتر | جیمز پاتر |  |  |  |  |  |  |  |  |  |  |  |  |  |  |
|  |  |               |               |               |               |               |               |               |               |               |               |              |              |              |              |             |             |              |              |              |              |              |              |           |           |             |             |             |             |             |             |  |  |              |              |              |              |              |              |  |  |              |              |              |              |              |              |  |  |                 |                 |                 |                 |                 |                 |  |  |             |             |             |             |             |             |  |  |           |           |           |           |           |           |  |  |  |  |  |  |  |  |  |  |  |  |  |  |
|  |  |               |               |               |               |               |               |               |               |               |               |              |              |              |              |             |             |              |              |              |              |              |              |           |           |             |             |             |             |             |             |  |  |              |              |              |              |              |              |  |  |              |              |              |              |              |              |  |  |                 |                 |                 |                 |                 |                 |  |  |             |             |             |             |             |             |  |  |           |           |           |           |           |           |  |  |  |  |  |  |  |  |  |  |  |  |  |  |
|  |  |               |               |               |               | گابریل دلاکور | گابریل دلاکور | گابریل دلاکور | گابریل دلاکور | گابریل دلاکور | گابریل دلاکور |              |              | چارلز ویزلی  | چارلز ویزلی  | چارلز ویزلی | چارلز ویزلی | چارلز ویزلی  | چارلز ویزلی  |              |              | فرد ویزلی    | فرد ویزلی    | فرد ویزلی | فرد ویزلی | فرد ویزلی   | فرد ویزلی   |             |             |             |             |  |  |              |              |              |              |              |              |  |  |              |              |              |              |              |              |  |  |                 |                 |                 |                 |                 |                 |  |  |             |             |             |             |             |             |  |  |           |           |           |           |           |           |  |  |  |  |  |  |  |  |  |  |  |  |  |  |
|  |  |               |               |               |               | گابریل دلاکور | گابریل دلاکور | گابریل دلاکور | گابریل دلاکور | گابریل دلاکور | گابریل دلاکور |              |              | چارلز ویزلی  | چارلز ویزلی  | چارلز ویزلی | چارلز ویزلی | چارلز ویزلی  | چارلز ویزلی  |              |              | فرد ویزلی    | فرد ویزلی    | فرد ویزلی | فرد ویزلی | فرد ویزلی   | فرد ویزلی   |             |             |             |             |  |  |              |              |              |              |              |              |  |  |              |              |              |              |              |              |  |  |                 |                 |                 |                 |                 |                 |  |  |             |             |             |             |             |             |  |  |           |           |           |           |           |           |  |  |  |  |  |  |  |  |  |  |  |  |  |  |
|  |  |               |               |               |               |               |               |               |               |               |               |              |              |              |              |             |             |              |              |              |              |              |              |           |           |             |             |             |             |             |             |  |  |              |              |              |              |              |              |  |  |              |              |              |              |              |              |  |  |                 |                 |                 |                 |                 |                 |  |  |             |             |             |             |             |             |  |  |           |           |           |           |           |           |  |  |  |  |  |  |  |  |  |  |  |  |  |  |
|  |  | فلور دلاکور   | فلور دلاکور   | فلور دلاکور   | فلور دلاکور   | فلور دلاکور   | فلور دلاکور   |               |               | ویلیام ویزلی  | ویلیام ویزلی  | ویلیام ویزلی | ویلیام ویزلی | ویلیام ویزلی | ویلیام ویزلی |             |             | پرسی ویزلی   | پرسی ویزلی   | پرسی ویزلی   | پرسی ویزلی   | پرسی ویزلی   | پرسی ویزلی   |           |           | جورج ویزلی  | جورج ویزلی  | جورج ویزلی  | جورج ویزلی  | جورج ویزلی  | جورج ویزلی  |  |  | هرمیون گرنجر | هرمیون گرنجر | هرمیون گرنجر | هرمیون گرنجر | هرمیون گرنجر | هرمیون گرنجر |  |  | رونالد ویزلی | رونالد ویزلی | رونالد ویزلی | رونالد ویزلی | رونالد ویزلی | رونالد ویزلی |  |  | جینورا ویزلی    | جینورا ویزلی    | جینورا ویزلی    | جینورا ویزلی    | جینورا ویزلی    | جینورا ویزلی    |  |  | هری پاتر    | هری پاتر    | هری پاتر    | هری پاتر    | هری پاتر    | هری پاتر    |  |  |           |           |           |           |           |           |  |  |  |  |  |  |  |  |  |  |  |  |  |  |
|  |  | فلور دلاکور   | فلور دلاکور   | فلور دلاکور   | فلور دلاکور   | فلور دلاکور   | فلور دلاکور   |               |               | ویلیام ویزلی  | ویلیام ویزلی  | ویلیام ویزلی | ویلیام ویزلی | ویلیام ویزلی | ویلیام ویزلی |             |             | پرسی ویزلی   | پرسی ویزلی   | پرسی ویزلی   | پرسی ویزلی   | پرسی ویزلی   | پرسی ویزلی   |           |           | جورج ویزلی  | جورج ویزلی  | جورج ویزلی  | جورج ویزلی  | جورج ویزلی  | جورج ویزلی  |  |  | هرمیون گرنجر | هرمیون گرنجر | هرمیون گرنجر | هرمیون گرنجر | هرمیون گرنجر | هرمیون گرنجر |  |  | رونالد ویزلی | رونالد ویزلی | رونالد ویزلی | رونالد ویزلی | رونالد ویزلی | رونالد ویزلی |  |  | جینورا ویزلی    | جینورا ویزلی    | جینورا ویزلی    | جینورا ویزلی    | جینورا ویزلی    | جینورا ویزلی    |  |  | هری پاتر    | هری پاتر    | هری پاتر    | هری پاتر    | هری پاتر    | هری پاتر    |  |  |           |           |           |           |           |           |  |  |  |  |  |  |  |  |  |  |  |  |  |  |
|  |  |               |               |               |               |               |               |               |               |               |               |              |              |              |              |             |             |              |              |              |              |              |              |           |           |             |             |             |             |             |             |  |  |              |              |              |              |              |              |  |  |              |              |              |              |              |              |  |  |                 |                 |                 |                 |                 |                 |  |  |             |             |             |             |             |             |  |  |           |           |           |           |           |           |  |  |  |  |  |  |  |  |  |  |  |  |  |  |
|  |  |               |               |               |               |               |               |               |               |               |               |              |              |              |              |             |             |              |              |              |              |              |              |           |           |             |             |             |             |             |             |  |  |              |              |              |              |              |              |  |  |              |              |              |              |              |              |  |  |                 |                 |                 |                 |                 |                 |  |  |             |             |             |             |             |             |  |  |           |           |           |           |           |           |  |  |  |  |  |  |  |  |  |  |  |  |  |  |
|  |  | ویکتوار ویزلی | ویکتوار ویزلی | ویکتوار ویزلی | ویکتوار ویزلی | ویکتوار ویزلی | ویکتوار ویزلی |               |               | فرزندان دیگر  | فرزندان دیگر  | فرزندان دیگر | فرزندان دیگر | فرزندان دیگر | فرزندان دیگر |             |             |              |              |              |              |              |              |           |           | فرد ویزلی   | فرد ویزلی   | فرد ویزلی   | فرد ویزلی   | فرد ویزلی   | فرد ویزلی   |  |  | رز ویزلی     | رز ویزلی     | رز ویزلی     | رز ویزلی     | رز ویزلی     | رز ویزلی     |  |  | هوگو ویزلی   | هوگو ویزلی   | هوگو ویزلی   | هوگو ویزلی   | هوگو ویزلی   | هوگو ویزلی   |  |  | جیمز پاتر       | جیمز پاتر       | جیمز پاتر       | جیمز پاتر       | جیمز پاتر       | جیمز پاتر       |  |  | آلبوس پاتر  | آلبوس پاتر  | آلبوس پاتر  | آلبوس پاتر  | آلبوس پاتر  | آلبوس پاتر  |  |  | لی‌لی پاتر | لی‌لی پاتر | لی‌لی پاتر | لی‌لی پاتر | لی‌لی پاتر | لی‌لی پاتر |  |  |  |  |  |  |  |  |  |  |  |  |  |  |

توضیح:رنگ‌های مختلف دلالت بر نسل‌های مختلف دارند.